# Simfonia núm 48 (Haydn)
La Simfonia núm. 48 en do major, Hoboken I/48, és una simfonia del compositor austríac Joseph Haydn, composta entre 1768 i 1770. L'obra rep el sobrenom de Maria Teresa, atès que es creu que va ser composta per a la visita de l'Emperadriu del Sacre Imperi Romanogermànic, Maria Teresa I d'Àustria.
H. C. Robbins Landon ha descrit aquesta simfonia com una "obra gran i de fet germinal". Va ser una de les poques simfonies de Haydn d'aquest període que van sobreviure al llarg del segle xix en diverses edicions.

## Instrumentació
Està orquestrada per a dos oboès, fagot, dues trompes (una en do i l'altra en fa) i cordes. Parts per a dues trompetes i timbals van ser afegides més tard, però els entesos no estan segurs de si són realment de Haydn o no. Algunes còpies de l'edició Eulenburg inclouen dues parts diferents de timbal en el mateix compàs, la versió més dubtosa diferenciada en estar en un facsímil.

## Moviments
La simfonia consta de quatre moviments:
1. Allegro, 4/4
2. Adagio en fa major, 6/8
3. Minuet: Allegretto und trio, 3/4
4. Finale: Allegro, 2/2

El primer moviment "conté una secció de desenvolupament més complexa que les simfonies de tonalitats menors del mateix període, però no tan complexa com les simfonies en do major Fürnberg-Morzin", i el final té "un desenvolupament secundari" en la recapitulació que compensa la brevetat del desenvolupament real.
Haydn va utilitzar el principi del primer moviment en la seva simfonia núm 69 "Laudon".